# Enrico Boniforti
Enrico Boniforti (né le 7 décembre 1917 à Saronno en Lombardie et mort le 18 octobre 1991 dans la même ville) est un footballeur italien, qui évoluait en tant qu'arrière latéral.
Au cours de sa carrière, Boniforti a joué avec les clubs de Varèse, du Milan, de Cremonese, de Palerme, de la Juventus (où il dispute son premier match lors d'un derby della Mole le 12 novembre 1950, avec à la clé une victoire 4-1 sur le Torino) et enfin de Lucchese.
Son frère Arturo était également footballeur.

## Palmarès
| Palerme - Serie B (1) : - Champion : 1947-48. |  | Juventus - Serie A (1) : - Champion : 1951-52. |